# Нормальна матриця
Квадратна матриця {\displaystyle \ A} з комплексними елементами називається нормальною, якщо вона є переставною зі своєю спряженою матрицею:
{\displaystyle \ A^{*}A=AA^{*}.}

## Розклад матриці за допомогою власних векторів
Матриця {\displaystyle \ A} є нормальною тоді і тільки тоді, коли існує унітарна матриця {\displaystyle \ U} та діагональна матриця {\displaystyle \Lambda \!}, що виконується:
{\displaystyle \ A=U\Lambda U^{*}.}
Ця формула називається розкладом матриці за її власними векторами, тому що для матриць {\displaystyle U\!} та {\displaystyle \Lambda \!} справедливі такі властивості:
- {\displaystyle \ {\Lambda }=diag(\lambda _{1},\lambda _{2},\dots )} — елементи на головній діагоналі є власними значеннями матриці {\displaystyle A.\!}
- Стовпці матриці {\displaystyle U\!} є власними векторами матриці {\displaystyle A,\!} розташовані відповідно до своїх власних значень.

## Властивості
- Якщо {\displaystyle A} — нормальна матриця, то в матриць {\displaystyle A,A^{*}} власні вектори будуть однаковими, а власні значення — комплексно-спряженими:

{\displaystyle A=U\Lambda U^{*}\quad \Rightarrow \quad A^{*}=U\Lambda ^{*}U^{*}.}
- Для довільної квадратної матриці {\displaystyle A} існує полярний розклад {\displaystyle A=PU}.

Матриця {\displaystyle A} буде нормальною тоді і тільки тоді, коли {\displaystyle P,U} будуть переставними:
{\displaystyle A^{*}A=AA^{*}\;\iff \;PU=UP.}
- Довільну квадратну матрицю {\displaystyle A} можна представити через дві ермітові матриці {\displaystyle A=H_{1}+iH_{2}}.

Матриця {\displaystyle A} буде нормальною тоді і тільки тоді, коли матриці {\displaystyle H_{1},H_{2}} будуть переставними:
{\displaystyle A^{*}A=AA^{*}\;\iff \;H_{1}H_{2}=H_{2}H_{1}.}
- Нормальні матриці {\displaystyle A,B} є переставними тоді і тільки тоді, коли всі їх власні вектори є спільними:

{\displaystyle AB=BA\quad \iff \quad \exists \;U,\Lambda _{1},\Lambda _{2}:\quad A=U\Lambda _{1}U^{*},\quad B=U\Lambda _{2}U^{*}.}
ця властивість узагальнюється на довільну кількість попарно-переставних нормальних матриць.
- Наслідок з попередньої властивості: якщо матриці {\displaystyle A,B} є нормальними та переставними, тоді матриці:

{\displaystyle \ AB,A+B,kA} — теж будуть нормальними та переставними.

## Часткові випадки
Всі комплексні унітарні, ермітові косоермітові матриці є нормальними матрицями.
Також всі дійсні ортогональні, симетричні кососиметричні матриці є нормальними матрицями.

## Зв'язок з комплексними числами
Якщо вважати нормальні матриці узагальненням комплексних чисел, то в такому випадку:
- унітарні матриці є аналогом комплексних чисел рівних по модулю одиниці,
- ермітові матриці є аналогом дійсних чисел,
  - додатноозначені матриці є аналогом додатних чисел,
- антиермітові матриці — аналогом чисто уявних чисел.

## Приклади
Матриця {\displaystyle A={\begin{pmatrix}1&1&0\\0&1&1\\1&0&1\end{pmatrix}}} є нормальною, оскільки {\displaystyle AA^{*}={\begin{pmatrix}2&1&1\\1&2&1\\1&1&2\end{pmatrix}}=A^{*}A.}
Але вона не є ні унітарною, ні ермітовою, ні косо-ермітовою.
Якщо матриця є трикутною і нормальною, тоді вона — діагональна.